# 나고야 성 마태오 성당
나고야 성 마태오 성당은 일본 아이치현 나고야시 쇼와구에 있는 일본 성공회 중부 교구의 주교좌 성당이다. 1950년에 설립되었으며, 현재의 건물은 1960년에 지었다.
나고야 성 마태오 성당의 관할 교구인 일본 성공회 중부 교구는 아이치현, 기후현, 나가노현, 니가타현의 성공회 성당을 관할 하고있다.
나고야 류죠 단기 대학의 학생들의 채플장소로도 활용되고 있으며, 성당 옆에는 중부 교구의 교구 센터가 있다.

## 같이 보기
- 일본 성공회